# لوته لينيا
لوته لينيا (بالألمانية: Lotte Lenya)‏ (و. 1898 – 1981 م) هي مغنية، وممثلة مسرحية، وممثلة أفلام نمساوية، ولدت في فيينا، توفيت في مانهاتن، عن عمر يناهز 83 عاماً، بسبب سرطان.

## وصلات خارجية
- لوت لينيا على موقع IMDb (الإنجليزية)
- لوت لينيا على موقع الموسوعة البريطانية (الإنجليزية)
- لوت لينيا على موقع مونزينجر (الألمانية)
- لوت لينيا على موقع ألو سيني (الفرنسية)
- لوت لينيا على موقع ميوزك برينز (الإنجليزية)
- لوت لينيا على موقع تيرنر كلاسيك موفيز (الإنجليزية)
- لوت لينيا على موقع أول موفي (الإنجليزية)
- لوت لينيا على موقع قاعدة بيانات برودواي على الإنترنت (الإنجليزية)
- لوت لينيا على موقع قاعدة بيانات الأفلام السويدية (السويدية)
- لوت لينيا على موقع إن إن دي بي (الإنجليزية)